# Bomba Mills
La bomba Mills es una granada de fragmentación británica, siendo adoptada como la granada de mano estándar del ejército británico entre 1915 y 1972.

## Historia
Al inicio de la Primera Guerra Mundial, con el paso a la guerra de trincheras, los Aliados se percataron de la necesidad de utilizar granadas de mano. En 1915, franceses y británicos manufacturaron una primera línea que pasaron a denominar “Pétard Raquette” (Petardo cepillo), ya que la carcasa se ataba mediante un hilo de alambre a un mango de cepillo para pelo. Pero al ser manipuladas en el pequeño espacio de las trincheras, estas primigenias granadas provocaron gran número de accidentes.
Tras la pérdida de cientos de vidas en accidentes con granadas, los ingleses decidieron buscar un modelo de mayor calidad y seguridad.
William Mills, un diseñador de granadas originario de Sunderland, patentó, desarrolló y fabricó la "Bomba Mills" en la Fábrica de Municiones Mills en Birmingham, Inglaterra, en 1915. La bomba Mills fue inspirada por un diseño anterior del capitán belga Leon Roland. Posteriormente Roland y Mills se enfrentaron en un litigio por patentes. La bomba Mills fue adoptada por el Ejército Británico como su granada de mano estándar en 1915, siendo denominada como No. 5.
El gran avance conseguido en materia de seguridad, fue que el conjunto de percutor, mecha y carcasa venía separado de la carga detonante, permitiendo transportarla y manipularla de forma segura en las trincheras. Cuando iban a ser utilizadas, el conjunto se ensamblaba atornillándose. Para que detonasen había que retirar una anilla que hacía saltar a través de un muelle una palanca. Este brusco movimiento iniciaba una llama que prendía una mecha de 7 segundos conectada al explosivo principal de amonal-amatol o alumentol.
A la Bomba Mills se le hicieron varias modificaciones. La No. 23 era una variante de la N.º 5 con una base que le permitía el montaje de una varilla para lanzarla desde el cañón de un fusil. Esta idea evolucionó con la No. 36, una variante con una base desmontable que le permitía lanzarla desde una bocacha lanzagranadas. La variante final de la Bomba Mills, la No. 36M, fue especialmente diseñada e impermeabilizada con shellac inicialmente para ser empleada en el cálido clima de Mesopotamia en 1917, pero continuó siendo producida por varios años. Para 1918, las granadas N.º 5 y N.º 23 fueron declaradas obsoletas, mientras que la N.º 36 (aunque no la 36M) fue declarada obsoleta en 1932.        
La Mills tiene un diseño clásico; una "piña" estriada de hierro fundido con un percutor central sostenido por una palanca y asegurado con un pasador. Aunque el cuerpo segmentado ayuda a crear esquirlas cuando la granada explota, según los apuntes de Mills la carcasa de la granada estaba estriada para facilitar su agarre y no para facilitar la fragmentación. La Mills era una granada defensiva: después de lanzarla, el usuario debe ponerse a cubierto inmediatamente. Un lanzador hábil puede arrojarla a 15 metros (49 pies) con una precisión razonable, pero la granada puede lanzar esquirlas letales a distancias mayores. A los miembros de la Home Guard se les enseñó que la granada N.º 36 podía lanzarse a 27 m (30 yardas) y que tenía un radio letal de unos 91 m (100 yardas).
Al inicio la granada estaba equipada con una mecha de siete segundos. Pero durante los combates en Francia en 1940, esta demora demostró ser demasiado larga al ofrecer a los atacantes tiempo suficiente para ponerse a cubierto o incluso lanzar de vuelta la granada. Por lo que fue reequipada con una mecha de cuatro segundos.  
Las pesadas carcasas segmentadas de las grandas tipo "piña" producen un patrón de fragmentación impredecible. Después de la Segunda Guerra Mundial, el Reino Unido y los Estados Unidos adoptaron granadas que contenían segmentos de alambre enrollado dentro de carcasas lisas. La  N.º 36M Mk.I continuó siendo la granada estándar de las Fuerzas Armadas Británicas y se fabricó en el Reino Unido hasta 1972, cuando fue completamente reemplazada por la L2. La 36M continuó en servicio en otros países, tales como India y Pakistán, donde fue fabricada hasta inicios de la década de 1980. Se han empleado en combate bombas Mills en fechas tan recientes como 2004, por ejemplo durante el incidente donde murió el Cabo Jason Dunham y fueron heridos dos de sus camaradas.

## Granada de fusil
La Bomba Mills puede transformarse en una granada de fusil enroscando una varilla de metal en su base. Esta granada de fusil con varilla tiene un alcance efectivo de unos 137 metros (150 yardas). 
Para emplearla...
- 1. Inserte la varilla de la Bomba Mills en el cañón de un fusil estándar.
- 2. Cargue un cartucho de fogueo especial en la recámara del fusil.
- 3. Apoye la culata del fusil contra el suelo.
- 4. Mientras sostiene la palanca de seguridad de la granada con una mano, retire el pasador con la otra.
- 5. Sitúe su mano libre en la agarradera del fusil y prepárese para disparar.
- 6. Suelte la palanca de seguridad de la granada, sitúe rápidamente dicha mano en el guardamanos del fusil y dispare inmediatamente el fusil.

Si el soldado no lanzaba inmediatamente la granada, esta detonaba. Además se descubrió que el continuo lanzamiento de granadas con este método dañaba el cañón del fusil. Estos problemas llevaron al desarrollo de una bocacha lanzagranadas para reemplazar las granadas de fusil con varilla. La bocacha lanzagranadas con forma de lata de sopa se enroscaba en el cañón del fusil y lanzaba una Bomba Mills con un disco obturador especial atornillado a su base, a unos 183 metros (200 yardas).
Para emplearla...
- 1. Inserte una Bomba Mills con su disco obturador en la bocacha lanzagranadas y retire el pasador. La bocacha sostendrá la palanca de seguridad hasta que sea lanzada.
- 2. Cargue un cartucho de fogueo especial en la recámara del fusil.
- 3. Sitúe la culata del fusil contra el suelo y dispare desde esta posición.

En caso de necesidad, se pueden desenroscar tanto la varilla como el disco obturador y emplear la granada de fusil como una granada de mano estándar.

## Usuarios
- Reino Unido
- India
- Pakistán

## Imágenes

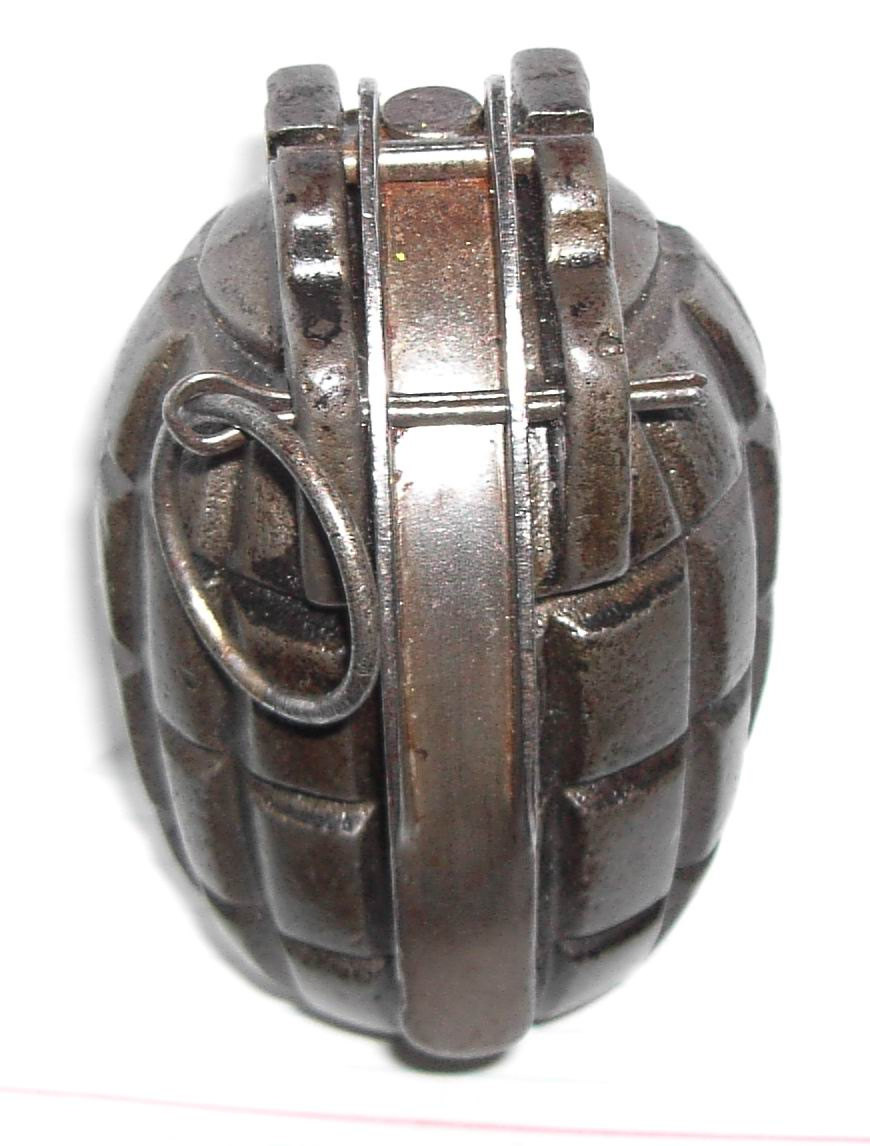
Bomba Mills N°5 Mk II.
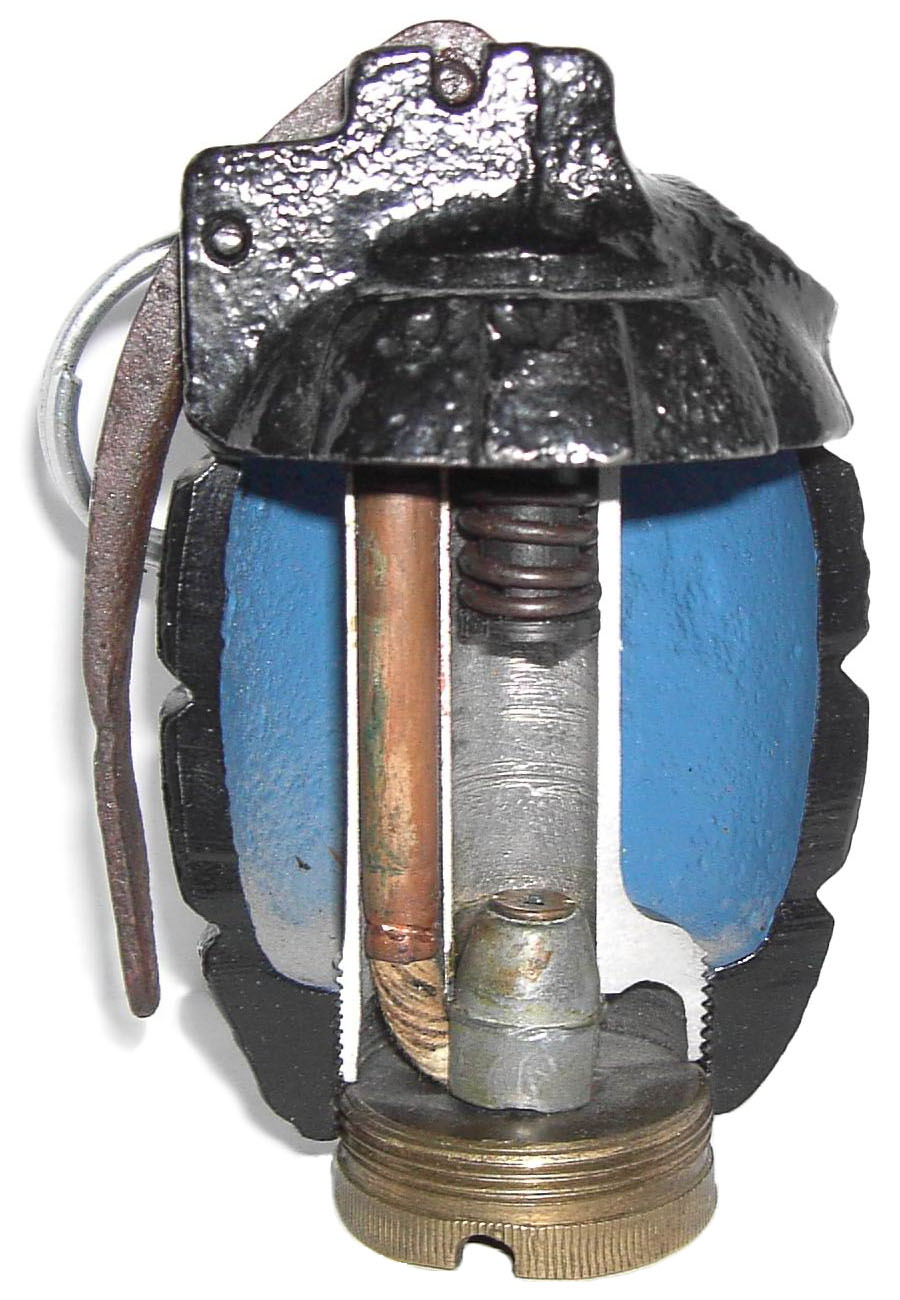
Corte esquemático de una Bomba Mills N°5.
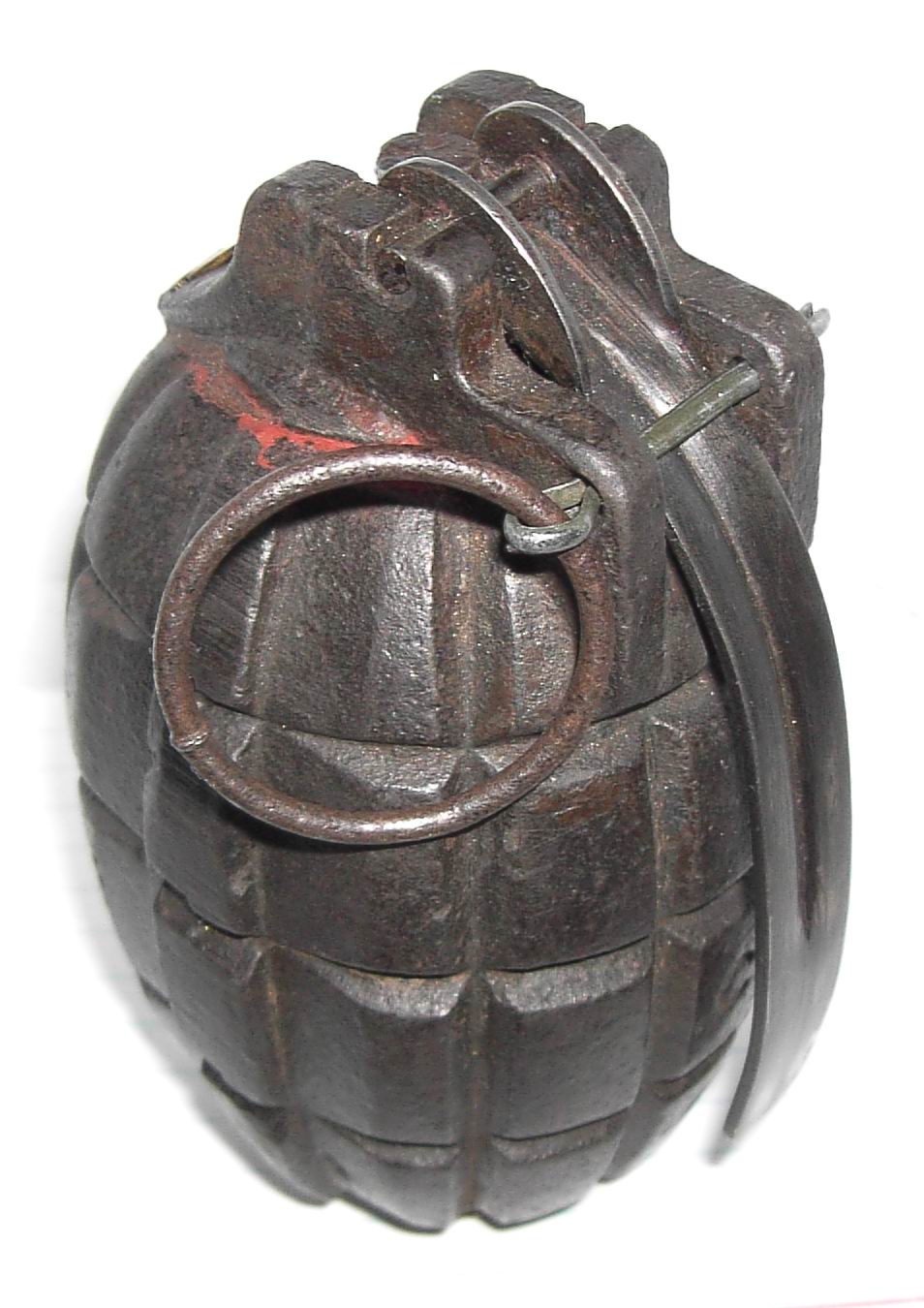
Bomba Mills N°23 Mk II.
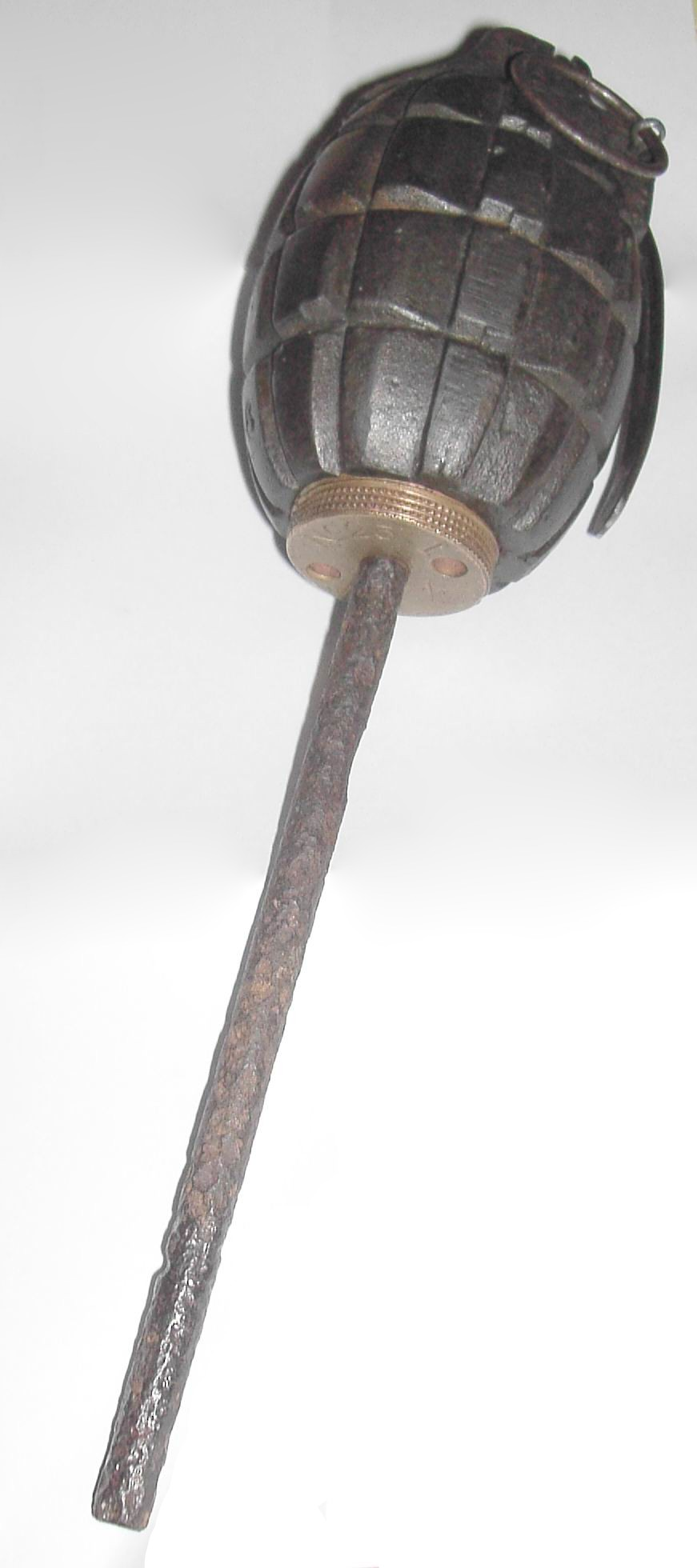
Bomba Mills N°23 Mk II, con varilla para lanzarla desde un fusil.
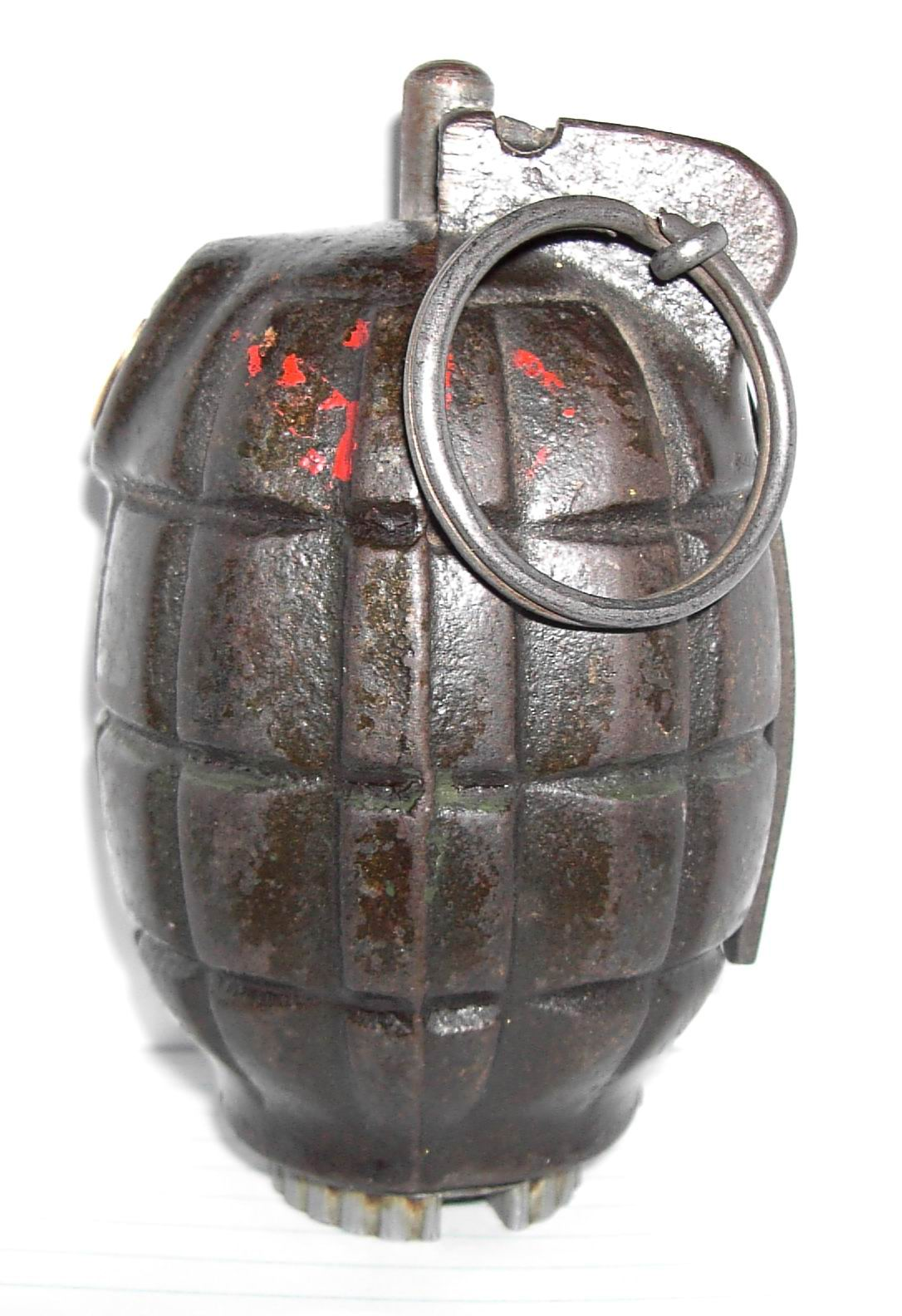
Granada 36M, de 1940.
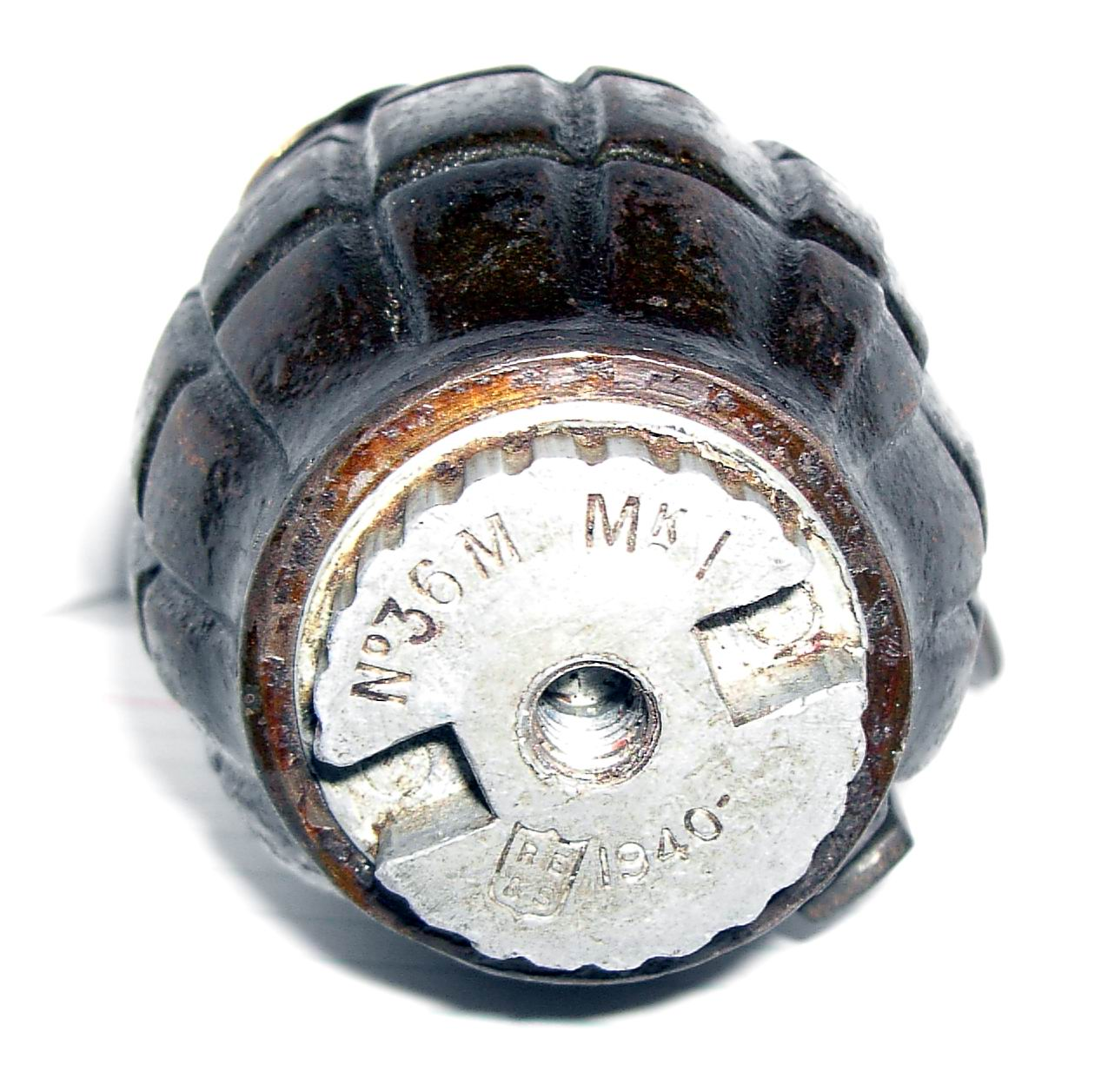
Base de una granada 36M de 1940.
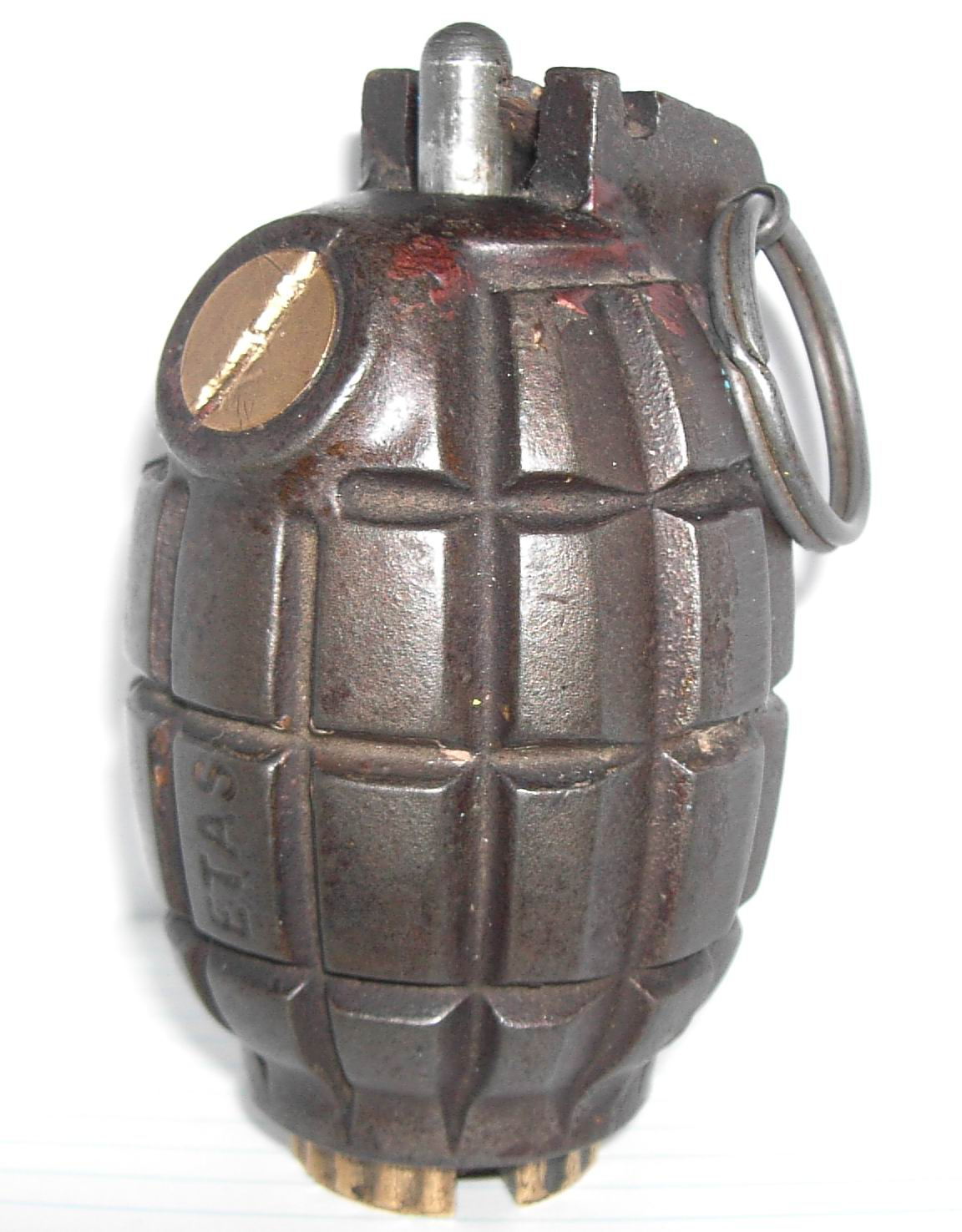
Bomba Mills 36M.
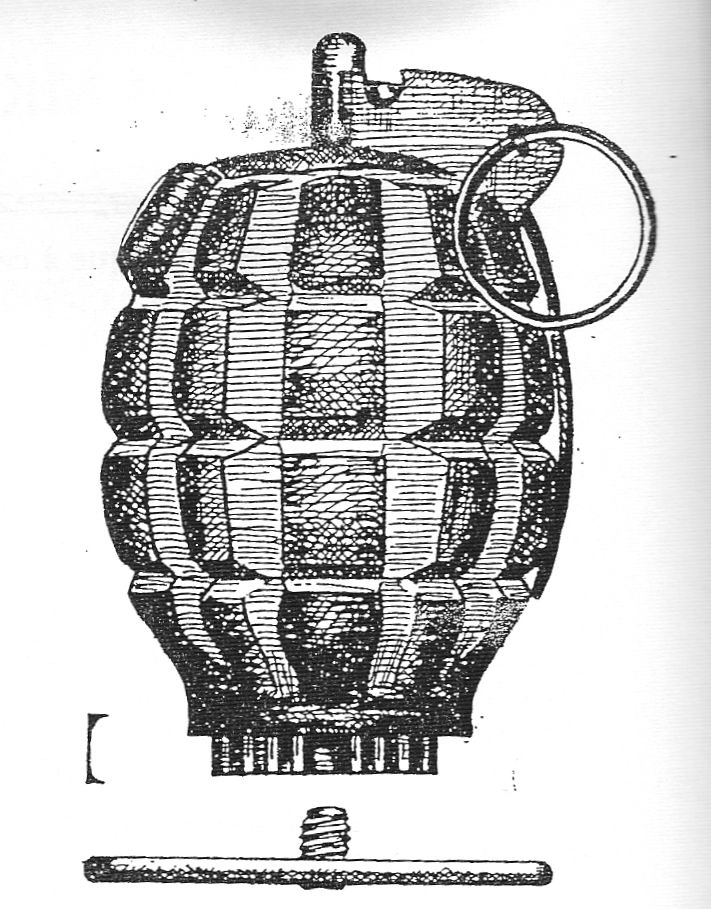
Dibujo de la granada de fusil Mills N°36, con su disco obturador para dispararse desde una bocacha lanzagranadas.
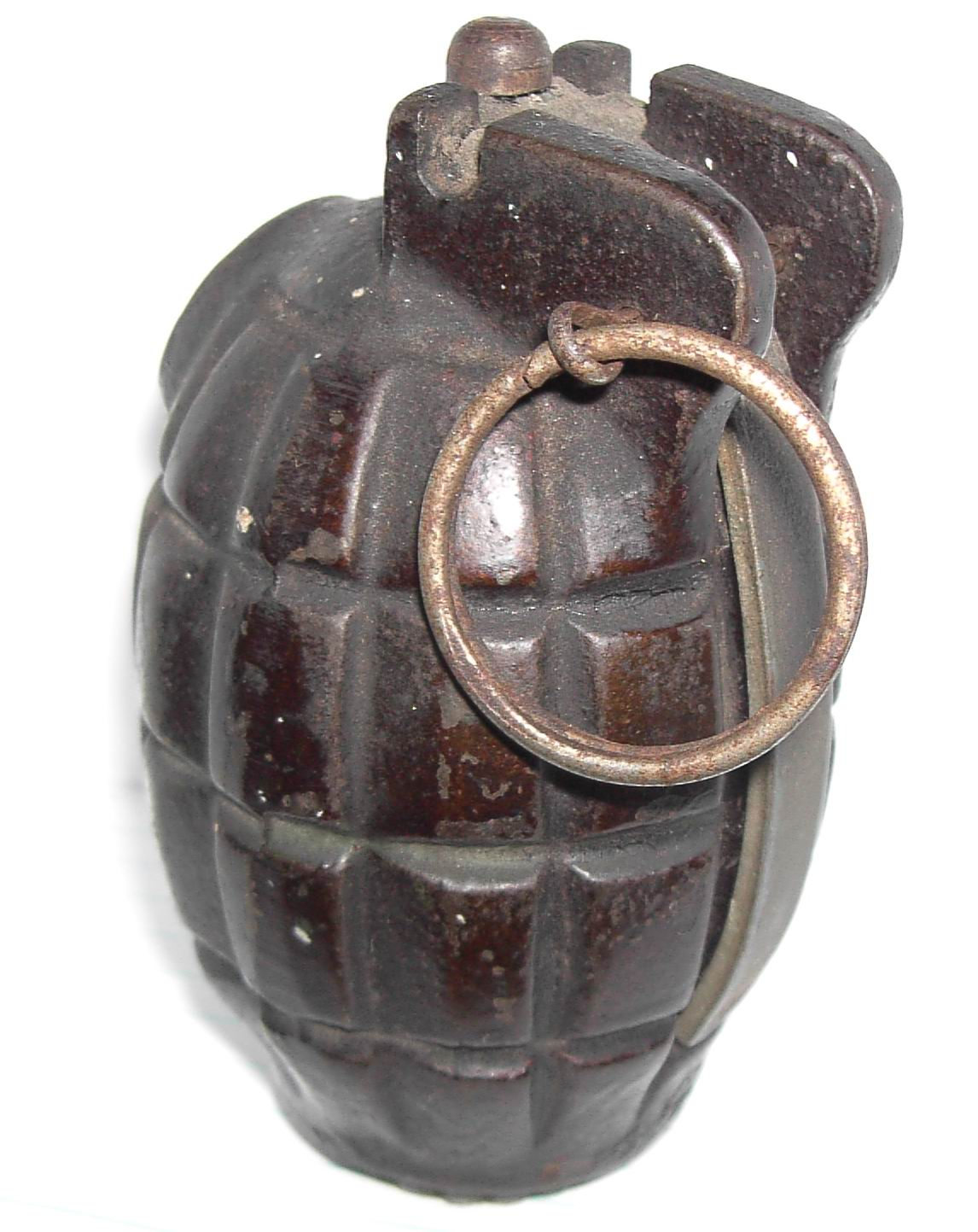
Bomba Mills 36M, de 1942.